# Матусевич, Иосиф Иванович
Иосиф Иванович Матусевич (14 января 1900, м. Алексота, Мариампольский уезд, Сувалкская губерния — неизвестно) — советский военачальник, полковник (1940).

## Начальная биография
Иосиф Иванович Матусевич родился 14 января 1900 года в местечке Алексота Мариампольского уезда Сувалкской губернии.
Работал бетонщиком в цементно-бетонных мастерских в Ковно и Могилёве, с февраля 1915 года — грузчиком на складе Грязнова в Москве, с июня 1917 года — кондуктором на железной дороге в Могилёве, а затем кладовщиком на продскладе в Бобруйске.

## Военная служба

### Гражданская война
5 мая 1918 года в Мстиславле был призван в ряды РККА и направлен красноармейцем во 2-ю Мстиславльскую стрелковую роту, откуда в июне того же года переведён на учёбу на Смоленские курсы красных командиров, после окончания которых в сентябре назначен на должность командира взвода 76-мм пушек в составе 28-й стрелковой дивизии, после чего принимал участие в боевых действиях на Восточном фронте против соединений Чехословацкого корпуса и войск под командованием адмирала А. В. Колчака. В августе 1919 года дивизия была передислоцирована на Южный фронт, после чего И. И. Матусевич, находясь на должностях помощника командира и командира батареи, участвовал в боевых действиях в районе Камышина и Царицына, а также на Северном Кавказе. В апреле 1920 года дивизия передислоцирована в Дербент, в мае — в Баку, а в октябре — в Ленкорань и вела боевые действия против бандформирований.

### Межвоенное время
В сентябре 1923 года Матусевич направлен на учёбу на Высшие артиллерийские курсы, находившиеся в городе Детское Село. После окончания курсов в декабре 1924 года направлен в 9-й тяжёлый артиллерийский дивизион в составе 9-го стрелкового корпуса (Северокавказский военный округ), дислоцированный в Грозном, где служил на должностях помощника командира и командира батареи, начальника школы младшего начсостава, помощника командира дивизиона. В декабре 1926 года назначен на должность помощника командира, в октябре 1930 года — на должность командира 9-го корпусного артиллерийского полка, преобразованного из дивизиона, в феврале 1931 года — на должность начальника окружного артиллерийского полигона в Краснодаре, а в мае того же года — на должность помощника начальника артиллерии штаба 2-го стрелкового корпуса (Московский военный округ).
В период с декабря 1933 по декабрь 1934 года учился на артиллерийских курсах технического усовершенствования комсостава при Артиллерийской академии РККА, а с сентября 1937 по май 1938 года — на Курсах усовершенствования командного состава зенитной артиллерии в Евпатории.
В июле 1938 года Иосиф Иванович Матусевич был арестован, после чего находился под следствием органов НКВД в Калинине, но в апреле 1939 года был освобождён, восстановлен в кадрах РККА и в мае назначен на должность начальника штаба артиллерии 48-й стрелковой дивизии, дислоцированной в городе Великие Луки, а в августе того же года — на должность начальника штаба артиллерии 47-го стрелкового корпуса (Калининский военный округ), и затем принимал участие в боевых действиях на ухтинском направлении в ходе Советско-финской войны, после окончания которой корпус был передислоцирован в Белорусский военный округ.

### Великая Отечественная война
С началом войны находился на прежней должности. 47-й стрелковый корпус принимал участие приграничном сражении в районе Бреста, затем отступала по направлению на Кобрин и Бобруйск, а в июле 1941 года вёл оборонительные боевые действия на левом берегу реки Сож в районе Пропойска.
В сентябре полковник И. И. Матусевич назначен на должность заместителя командира 60-й стрелковой дивизии, которая вскоре вела боевые действия в ходе Вяземской и Можайско-Малоярославецкой оборонительных операций и затем — в оборонительных боях в районе Тарусы. 3 ноября полковник И. И. Матусевич назначен на должность командира 110-й стрелковой дивизии, ведшей боевые действия в районе Наро-Фоминска, однако «за неудачные действия в начале декабря при отражении наступления противника и беспорядочный отход частей» 7 декабря отстранён от занимаемой должности, после чего зачислен в резерв и вскоре направлен в 6-ю армию (Юго-Западный фронт), где 5 февраля 1942 года назначен на должность командира 337-й стрелковой дивизии, однако с прибытием вновь назначенного командира дивизии генерал-майора И. В. Васильева И. И. Матусевич 8 марта зачислен в резерв армии.
11 апреля 1942 года назначен на должность командира 248-й стрелковой дивизии, которая вскоре принимала участие в ходе Харьковской операции, во время которой попала в окружение, а 27 мая полковник И. И. Матусевич, будучи раненым, попал в плен, после чего был направлен в Барвенково, а затем через станцию Лозовая переведён в Житомир, где лечился в лагерном госпитале, а после выздоровления с 15 августа находился в общем лагере. 23 октября И. И. Матусевич бежал и с 15 января 1943 года в районе станции Лачиново (Курская область) работал конюхом у местного врача. После освобождения Красной армией Матусевич был направлен в Елецкий пересыльный пункт, а в феврале переведён в Подольский лагерь НКВД, где проходил спецпроверку, после которой в мае назначен на должность заместителя командира 136-й стрелковой дивизии, формировавшейся в Калининской области и в июле передислоцированной в район Воронежа. С сентября 136-я стрелковая дивизия вела боевые действия на киевском направлении и битве за Днепр, в том числе на лютежском плацдарме. С 3 ноября дивизия принимала участие в ходе Киевской наступательной и оборонительной, Житомирско-Бердичевской, Корсунь-Шевченковской и Львовско-Сандомирской наступательных операций.
11 августа 1944 года полковник И. И. Матусевич назначен на должность командира 81-й стрелковой дивизией, ведшей оборонительные боевые действия в районе города Аннополь на реке Висла. Вскоре дивизия участвовала в ходе Восточно-Карпатской, Карпатско-Дуклинской, Западно-Карпатской, Моравско-Остравской и Пражской наступательных операций.

### Послевоенная карьера
После окончания войны находился на прежней должности.
В августе 1945 года направлен в Киевский военный округ, где назначен на должность начальника отдела боевой и физической подготовки, в марте 1946 года — на должность заместителя начальника, а в апреле того же года — на должность начальника Управления боевой и физической подготовки округа.
27 июня 1946 года вышел в запас по болезни.
Дальнейшая судьба не установлена.

## Награды
- Два ордена Ленина (23.09.1944, 21.02.1945);
- Три ордена Красного Знамени (31.10.1943, 03.11.1944, 28.05.1945);
- Орден Суворова 2 степени (29.05.1945);
- Орден Богдана Хмельницкого 2 степени (10.01.1944);
- Орден Отечественной войны 1 степени (22.02.1945);
- Медали;
- Иностранный орден.